# Delaware-Lackawanna Railroad
El Delaware-Lackawanna Railroad es una empresa ferroviaria estadounidense de línea corta que opera en el noreste de Pensilvania, principalmente en el área de Scranton.
El ferrocarril comenzó a prestar servicio en agosto de 1993 y es el operador designado para 142 km de vías en los condados de Lackawanna, Wayne, Northampton y Monroe. Es una subsidiaria del holding Genesee Valley Transportation Company, Inc. (GVT).

## Historia
GVT comenzó en 1985 en el norte del estado de Nueva York para prestar servicios relacionados con el ferrocarril para la industria pública y privada en todo el noreste.
Bajo contrato con la Pennsylvania Northeast Regional Railroad Authority, propietaria de las propiedades y activos ferroviarios, GVT opera dentro de los condados de Lackawanna, Wayne, Monroe y Northampton en las siguientes líneas:
- Desde el noreste de Scranton hasta la ciudad de Carbondale en la línea principal de la antigua  Delaware & Hudson Railway's Penn Division (ahora llamada Carbondale Mainline)
- Desde el sureste de Scranton hasta Slateford Junction ubicada en el condado de Monroe en la antigua Southern Division mainline (ahora llamada Pocono Mainline) de Delaware, Lackawanna & Western Railroad (abreviada como DL&W)
- Desde el suroeste de Scranton hasta Montage Mountain y Minooka en las líneas de la antigua línea de tranvía interurbano eléctrico de Lackawanna & Wyoming Valley Railroad, conocida como la Laurel Line. La línea todavía se conoce como Laurel Line con la Minooka Industrial Track conectada a ella.

En 2022, hay alrededor de 25 industrias ferroviarias activas en la región con la posibilidad de varias perspectivas industriales nuevas dependientes del ferrocarril para el comercio en la región.
Estas son las líneas que albergan los trenes de pasajeros de temporada tanto del Sitio Histórico Nacional Steamtown, el Museo del Tranvía Eléctrico de la ciudad y la Sociedad de Preservación de Vagones Comedor Erie Lackawanna. La Pocono Mainline ha albergado una serie de excursiones desde Steamtown, incluidas excursiones en la locomotora a vapor Nickel Plate 765. 
En 2015, la autoridad prorrogó el contrato de arrendamiento de Delaware-Lackawanna por cinco años.

## Equipo
El Delaware-Lackawanna es reconocido como un bastión para la reconstrucción y operación diaria de motores diésel ALCO con más de 70 años de antigüedad. Es el único ferrocarril que opera cuatro ALCO RS-3 y el propietario de la única ALCO Century 636 en servicio.
Se iba a aplicar un nuevo esquema de color unificado de gris y blanco con franjas rojas y amarillas a las unidades del sistema GVT a partir de 2006 para cuando salieran de las tiendas de South Scranton; la más reciente fue la ALCO C-425 N° 2457 en el verano de 2016. La N° 3000 en septiembre de 2016.